# برادر جورل
برادر جورل (پرتغالی: Irmão do Jorel) یک مجموعه تلویزیونی انیمیشن برزیلی است که توسط جولیانو انریکو ساخته شده و توسط تی‌وی‌ کواسه و کوپا استودیو برای شبکه کارتون نت‌ورک در سال ۲۰۱۲ تولید شده است.

## شخصیت‌ها
- برادر جورل (صداگذاری شده توسط: آندری دوارته) یک پسر ۸ ساله کوچک، ترسو و ساده‌لوح با یک مو فرفری و دندان‌های کج.
- جورل (صداگذاری شده توسط: جولیانو انریکو) برادر بزرگتر برادر جورل.
- آقای ادسون (صداگذاری شده توسط: سزار مارکتی) پدر برادر جورل.
- خانم دانوزا (صداگذاری شده توسط: تانیا گیدرجی) مادر برادر جورل.
- مادربزرگ جیجی (صداگذاری شده توسط: سیسیلیا لمز) مادربزرگ مادری برادر جورل.
- مادربزرگ جوجو (صداگذاری شده توسط: ملیسا گارسیا) مادربزرگ پدری برادر جورل.
- نیکو (صداگذاری شده توسط: هوگو پیچی) پسر بزرگ خانواده، برادر بزرگتر جورل و برادر جورل.
- لارا (صداگذاری شده توسط: ملیسا گارسیا) یک دختر بازیگوش، پر سر و صدا و شاد که بهترین دوست برادر جورل است.
- توش (صداگذاری شده توسط: هوگو پیچی) یک سگ سخنگو برادر جورل.
- زازا یک سگ چی‌واوا.
- آنا کاتارینا (صداگذاری شده توسط: ملیسا گارسیا) یک دختر بلوند زیبا از مدرسه برادر جورل. او دوست‌دختر برادر جورل است.
- سامانتا (صداگذاری شده توسط: جوسارا مارکز) یک دختر غول سبز از مدرسه برادر جورل که یک قلدر است.
- استیو ماگال (صداگذاری شده توسط: هوگو پیچی) یک قهرمان اکشن مورد علاقه برادر جورل.
- جسونل (صداگذاری شده توسط: هوگو پیچی) یک اردک سفید مادربزرگ جوجو.
- دانوبیو (صداگذاری شده توسط: سزار مارکتی) یک اردک سبز مادربزرگ جوجو.
- فابریسیو (صداگذاری شده توسط: کاسیوس رومرو) یک اردک سیاه مادربزرگ جوجو.